# The Great War
The Great War deveti je studijski album švedskog heavy/power metal sastava Sabaton. Album je objavljen 19. srpnja 2019. godine, a objavila ga je diskografska kuća Nuclear Blast. Prvi je studijski album s gitaristom Tommyjem Johanssonom.
Prvi singl s albuma, "Fields of Verdun", objavljen je 3. svibnja. Sljedeći singl "The Red Baron" objavljen je 13. lipnja. Najnoviji singl "Great War" objavljen je 27. lipnja.

## Popis pjesama
| 1.    | »The Future of Warfare«              | Uvođenje britanskih tenkova Mark I | 3:26 |
| 2.    | »Seven Pillars of Wisdom«            | Lawrence od Arabije                | 3:02 |
| 3.    | »82nd All the Way«                   | 82. padobranska divizija           | 3:31 |
| 4.    | »The Attack of the Dead Men«         | Tvrđava u Osowiec-Twierdzu         | 3:56 |
| 5.    | »Devil Dogs«                         | Bitka u šumi Belleau               | 3:17 |
| 6.    | »The Red Baron«                      | Manfred von Richthofen (Red Baron) | 3:22 |
| 7.    | »Great War«                          | Prvi svjetski rat                  | 4:28 |
| 8.    | »A Ghost in the Trenches«            | Francis Pegahmagabow               | 3:26 |
| 9.    | »Fields of Verdun«                   | Francuzi u Bitci za Verdun         | 3:17 |
| 10.   | »The End of the War to End All Wars« |                                    | 4:45 |
| 11.   | »In Flanders Fields«                 |                                    | 1:57 |
| 38:27 |                                      |                                    |      |

## Zasluge
Sabaton
- Joakim Brodén – vokali, klavijature
- Pär Sundstrom – bas-gitara, prateći vokali
- Chris Rörland – gitara, prateći vokali
- Tommy Johansson – gitara, prateći vokali
- Hannes van Dahl – bubnjevi, prateći vokali

Dodatni glazbenici
- Thobbe Englund – glavna gitara (na pjesmi 8)

Ostalo osoblje
- Maor Appelbaum – mastering
- Péter Sallai – ilustracije
- Jonas Kjellgren – produkcija